# 1942 год в авиации
Список событий в авиации в 1942 году.

## События
- 14 января — первый полёт XR-4 вертолёта конструкции И. И. Сикорского.
- 23 февраля — первый полёт тяжёлого пушечного истребителя ИТП.
- 5 марта — была создана Авиация дальнего действия СССР. Всё время существования АДД её возглавлял А. Е. Голованов.
- 15 мая — первый полёт БИ-1 — первого советского самолёта с жидкостным ракетным двигателем (пилот Г. Я. Бахчиванджи).
- 10 июня — первый полёт истребителя И-185 с двигателем М-71.
- 2 сентября — первый полёт А-40 («Летающий танк», «Крылья танка») О. К. Антонова.[1]
- 7 декабря — первый полёт американского истребителя-бомбардировщика Белл P-63 «Кингкобра».

### Без точной даты
- Май — первый полёт японского торпедоносца Aichi B7A Ryusei.
- Конец эксплуатации японского палубного истребителя Mitsubishi A5M.

## Персоны

### Родились
- 12 января — Кива, Дмитрий Семёнович, украинский промышленный деятель, президент-генеральный конструктор государственного предприятия «Антонов», Герой Украины.

### Скончались
- 12 января — Владимир Михайлович Петляков, советский авиаконструктор, лауреат Сталинской премии I степени за 1941 год.
- 28 января — Лукьянов, Александр Михайлович, советский лётчик-истребитель, Герой Советского Союза (22 июля 1941). Дважды совершал воздушный таран и возвращался в строй, сбил 9 самолётов противника (4 лично, 5 в группе), погиб в воздушном бою.
- 20 мая — Барковский, Виктор Антонович, боевой лётчик, младший лейтенант, Герой Советского Союза. Единственный военнослужащий, удостоенный звания Героя Советского Союза за подвиг, совершенный на территории Липецкой области.
- 30 мая — Борис Феоктистович Сафонов — советский лётчик, герой Великой Отечественной войны, дважды Герой Советского Союза. Первый дважды Герой Советского Союза в Великой Отечественной войне, лучший советский лётчик-истребитель 1941—1942 годов.
- 1 июля — Василий Ефремович Колесниченко — Герой Советского Союза, лётчик 573-го истребительного авиационного полка 101-й истребительной авиационной дивизии Воронежско-Борисоглебского дивизионного района ПВО, младший лейтенант.
- 12 июля — Алёшин, Семён Михеевич, советский военный лётчик, участник Польского похода РККА, Советско-финской и Великой Отечественной войн. В годы Великой Отечественной войны — командир звена 44-го отдельного скоростного бомбардировочного авиационного полка Ленинградского фронта. Герой Советского Союза (10.02.1943), капитан.
- 8 октября — Чаплыгин, Сергей Алексеевич, русский и советский физик, один из основоположников гидро- и аэродинамики, академик АН СССР (1929), Герой Социалистического Труда (1941). Был ректором (1918—1919) 2-го МГУ. Руководил созданием крупнейших аэродинамических лабораторий ЦАГИ (1931—1941).
- 19 декабря — Абдиров, Нуркен Абдирович, советский лётчик, Герой Советского Союза, сержант.